# 莱谢克·科拉科夫斯基
莱谢克·科拉科夫斯基（波蘭語：Leszek Kołakowski，波蘭語發音：[ˈlɛʂɛk kɔwaˈkɔfskʲi]；1927年10月23日—2009年7月17日），波兰哲学家、思想史家。他以对马克思主义的批判性分析闻名，这一点集中表现在《马克思主义的主流》中。在晚年著作中，他更加关注信仰问题。亚当·米奇尼克称其为“当代波兰文化中最伟大的创造者之一”

## 代表作
- 关于来洛尼亚王国的十三个童话故事（13 bajek z królestwa Lailonii dla dużych i małych, 1963年），这是一部短篇小说集，包含《天堂的钥匙》，中文译本有三联书店出版的杨德友译本。
- 马克思主义的主流（Główne nurty marksizmu，三卷本，1976年）
- 馬克思主義主要流派：興起、發展與崩解-全3卷(Main Currents of Marxism: Its Rise, Growth and Dissolution (Vol.I-III)) 台灣，聯經出版，2018
- 《柏格森》（中国社科出版社，1991）

《宗教：如果没有上帝……》（三联，1997）
《与魔鬼的谈话》（华夏，2007）

## 荣誉
- Jurzykowski Prize (1969)
- 伊拉斯谟奖 (1983)
- 麦克阿瑟奖章 (1983)
- 杰斐逊奖 (1986)
- 波兰笔会奖 (1988)
- 克魯格獎 (2004)
- 圣乔治勋章（St. George Medal，2006）
- 耶路撒冷獎（Jerusalem Prize，2007）
- 民主服务奖章（2009）

## 链接
- 波兰大哲学家科拉科夫斯基去世[]